# تومو ساتو
تومو ساتو (باليابانية: 佐藤 智) (مواليد 28 أغسطس 1974)، هو لاعب كرة قدم سابق كان يلعب كمدافع.